# Jules Sandeau
Jules Sandeau ejtsd: szandó (Aubusson, 1811. február 18. – Párizs, 1883. április 24.) francia író.

## Élete
Párizsban jogot tanult és megismerkedett Dudevant bárónővel, aki ő utána nevezte el magát George Sandnak. Sandeau-nak egy ideig viszonya is volt a híres írónővel és vele együtt írta meg 1831-ben első regényét. 1853-ban a Mazarin Könyvtár őre, 1858-ban a Francia Akadémia tagja, 1859-ben Saint-Cloud könyvtárosa lett. Legjobb vígjátékát, melyet Augier-vel együtt írt (magyarra fordította Haraszti Gyula Poirier úr veje címen) nálunk is előadták.

## Regényei
- Rose et Blanche (George Sanddal együtt írta) (1831)
- Marianna (1839) (George Sandról szól)
- Mme de Sommerville (1834)
- Mlle de Kérouare (1840)
- Mlle de La Seiglière (1848)
- Sacs et parchemins (1851);
- La maison de Penarvan (1858)
- Nouvelles (1859)
- La roche aux mouettes (1871)
- Jean de Thommeray (1873)

## Magyarul megjelent művei
- Nemes és polgár. Vígjáték; Augier Emil, Sandeau után franciából ford. Feleki Miklós; Pfeifer, Pest, 1873 (A Nemzeti Színház könyvtára)
- Sandeau Gyula: Marcel. Dráma; ford. Paulay Ede; Pfeifer, Bp., 1874 (A Nemzeti Színház könyvtára)
- Sandeau Gyulaː Madeleine. Regény; Athenaeum, Bp., 1874
- Sandeau Gyulaː A montsabreyi kastély. Beszély; ford. Brassai Sámuel; Franklin, Bp., 1875 (Olcsó könyvtár)
- Augier Émile–Sandeau Julesː Poirior úr veje. Színmű; ford. Haraszti Gyula; Franklin, Bp., 1882 (Olcsó könyvtár)
- Sandeau Gyulaː Az örökség. Beszély; franciából ford. Gyalui Farkas; Franklin, Bp., 1890 (Olcsó könyvtár)
- Sandeau Gyulaː La Seiglière kisasszony. Vígjáték; ford. Bürner Sándor; Franklin, Bp., 1904 (Olcsó könyvtár)
- Madeleine. Rövidített szöveg; jegyz. Binder Jenő; Lampel, Bp., 1915 (Francia könyvtár)